# ساندي دافي
ساندي دافي (بالإنجليزية: Sandy Davie)‏ (10 يونيو 1945 في المملكة المتحدة - ) هو مدرب كرة قدم ولاعب كرة قدم نيوزلندي في مركز حراسة المرمى. شارك مع منتخب اسكتلندا تحت 21 سنة لكرة القدم ومنتخب نيوزيلندا لكرة القدم. أما مع النوادي، فقد لعب مع دندي يونايتد ونادي ساوثهامبتون ونادي لوتون تاون ودالاس تورنايدو ونادي يونيفرستي ماونت ولينغتون وNorth Shore United AFC ‏ وNapier City Rovers FC ‏.

## وصلات خارجية
- ساندي دافي على موقع قاعدة بيانات كرة القدم.إي يو (الإنجليزية)
- ساندي دافي على موقع ناشيونال فوتبول تيمز (الإنجليزية)
- ساندي دافي على موقع عالم كرة القدم.نت (الإنجليزية)